# لوون اوربلی
لوون آبگاری اوربلی (ارمنی: Լևոն Աբգարի Օրբելի؛ زاده ۷ ژوئیهٔ ۱۸۸۲ – درگذشته ۹ دسامبر ۱۹۵۸) فیزیولوژیست اهل امپراتوری روسیه و اتحاد جماهیر شوروی بود. وی عضو فرهنگستان علوم اتحاد شوروی و فرهنگستان ملی علوم ارمنستان بود. لوون اوربلی در سال ۱۹۵۰ مدیر انستیتو فیزیولوژی شد.

## زندگی‌نامه
در در تساغکادزور به دنیا آمد. از فارغ‌التحصیل شد. وی همچنین برندهٔ جوایزی همچون نشان لنین، مدال دفاع از لنینگراد، و نشان پرچم سرخ شده‌است. در ۹ دسامبر ۱۹۵۸ در ۷۶ سن در سن پترزبورگ درگذشت.